# Cratere Lukeqin
Lukeqin è un cratere sulla superficie di Marte.